# Грольман, Леонид Яковлевич
Леонид Яковлевич Грольман (родился в 1947, Ленинград, РСФСР) — ленинградский художник.
В 1971 окончил Текстильный институт (ныне — Государственный университет технологии и дизайна (СПб ГУТиД)).
Член группы ленинградских еврейских художников «Пгишот». Участник многих коллективных выставок питерских художников в России и за рубежом.

## Персональные выставки
- Музей Ф. М. Достоевского, Санкт-Петербург (Арт-Наив, 1992)
- Глазго, Великобритания, 2001
- Выставочный центр при Еврейском общинном центре Санкт-Петербурга («В пути», 2003)
- Дом кино, Санкт-Петербург («Путешествие на Иерусалимском троллейбусе», 2005)
- Выставочный зал Центра «Петербургская иудаика», Санкт-Петербург («Пересадка при свете солнца», 2006)
- Музей истории Санкт-Петербурга, Санкт-Петербург («Графика, объекты», 2010)
- Арт-центр «Пушкинская-10», Санкт-Петербург («Живопись, графика, инсталляции», 2011)